# Saint-Paulin
Saint-Paulin är en kommun i provinsen Québec i Kanada. Den ligger i regionen Mauricie och provinsen Québec, i den sydöstra delen av landet, 230 km nordost om huvudstaden Ottawa. Kommunen bildades 1988 genom sammanslagning av bykommunen och socknen med samma namn samt kantonen Hunterstown.